# Организованная преступность в Казахстане
Организованная преступность в Казахстане — форма преступности, существующая в Республике Казахстан с конца 1980-х годов по настоящее время. С середины 1990-х годов и впоследствии организованная преступность Казахстана была смешанной — в стране существовала смесь общеуголовной, экономической и коррупционной преступности.

## Организованная преступность в 1990-е годы
Организованная преступность в Казахстане стала развиваться в конце 1980-х годов. Распад СССР привёл к росту коррупции, экономическим и другим проблемам в бывших республиках, в том числе и в Казахстане. И в конце 1980-х годов, и в начале 1990-х в стране действовали преступные группировки, в основном состоящие из бывших спортсменов и сотрудников правоохранительных органов. После распада СССР они стали приспосабливаться к изменившимся условиям, устанавливали коррупционные связи с властными структурами. Основой преступной деятельности казахстанских ОПГ в то время были преступления в сфере «теневой» экономики. Подпольные предприятия легализовывались путём открытия кооперативов. Правоохранительные органы государства не смогли сдержать рост организованной преступности, в том числе рост совершаемых бандитами корыстных и насильственных преступлений.
Со временем ОПГ, используя методы уголовного террора, сумели взять под свой контроль множество предпринимателей и, используя методы коррупции, обзавелись покровителями среди работников государственных и правоохранительных органов (в том числе происходило фактическое сращивание организованной преступности с правоохранительными органами). С этого времени эти группировки фактически стали более развитыми и организованными преступными структурами.
Деятельность казахстанских ОПГ включала в себя крышевание, наркобизнес, выбивание долгов, сутенёрство, порнобизнес, незаконные азартные игры, корыстно-насильственные преступления. Кроме того, была отмечена взаимосвязь организованной преступности с экономикой Казахстана, в своей преступной деятельности ОПГ использовали легальные коммерческие структуры. По мнению некоторых западных экспертов, в то время под контролем представителей ОПГ находилось 40 % государственных предприятий, 35 % коммерческих банков, 35 % частных компаний и 60 % предприятий (последние должны были платить налоги, взятки или деньги «за защиту» от 10 до 20 % от оборота).
ОПГ накапливали «грязный» стартовый капитал, после чего открывали свои коммерческие структуры или скупали акции уже существующих предприятий.
Представители ОПГ отмывали доходы, полученные преступным путём, старались проникнуть в органы законодательной и исполнительной власти, формировалась своеобразная элита преступной среды, для которой руководство и управление этой средой становилось прибыльной сферой.
В то время в соседней России организованная преступность также активно развивалась. Анализ уголовных дел и материалов оперативной информации, поступавших в Министерство внутренних дел республики, указывал на устойчивую тенденцию расширения сферы влияния некоторых этнических ОПГ в России и перенесение части их преступной деятельности на территорию Казахстана. Значительная часть активных участников таких этнических ОПГ проживали или скрывались в России, что создавало трудности для подавления преступной деятельности и привлечения бандитов к ответственности. Традиционными видами преступной деятельности для этнических ОПГ в Казахстане были рэкет, угоны автомобилей похищения людей и убийства (причём случаи убийств и похищений стали настолько частыми, что власти республики предприняли меры по реорганизации полиции). Кроме этого, эти ОПГ фактически монополизировали незаконный оборот оружия, наркотиков и изготовление фальшивых денег, создавали коммерческие предприятия в различных сферах бизнеса, где занимались отмыванием денег, полученный в результате преступной деятельности. В частности, в Кокшетау, Торгайской и Северо-Казахстанской областях действовали этнические ОПГ, занимавшиеся торговлей наркотиками и оружием, отмыванием денег, а также кражей из российского бюджета средств, выделенных на восстановление Чечни. Позже эти ОПГ стали контролировать около 75 % мукомольных комплексов и ферм в Кокшетау и в обеих областях.
Множество преступных группировок Казахстана стали проникать в экономику республики. Они стремились быстро наращивать финансовые ресурсы и легализовать их в ещё работающих отраслях экономики. Преступная деятельность ОПГ стала включать в себя, кроме прочего, хищения государственной собственности и крупномасштабные махинации с целью установления контроля над промышленными предприятиями и отраслями промышленности. Проведенное DCOC МВД РК и их подразделениями в регионах оперативное исследование организованной преступности свидетельствовало о растущем присутствии казахстанских и зарубежных преступных группировок в стратегически важных секторах экономики Казахстана под прикрытием фирм-псевдоинвесторов, зарегистрированных преимущественно в оффшорных зонах. Деятельность ОПГ в казахстанской экономике не была управляющей, не принимала достаточного участия в реконструкции и развитии производственных инвестиций или реализации социальных программ, а была направлена на отмывание средств, полученных в результате преступной деятельности, сверхприбыли за счёт контрабанды, уклонения от уплаты налогов и оттока капитала из страны в оффшоры. Со временем активные участники ОПГ стали устанавливать сотрудничество с коррумпированными должностными лицами таможни и финансовой полиции, и это сотрудничество, как правило, приносило обеим сторонам прибыль от контрабанды, уклонения от уплаты налогов и взяточничества. Было установлено, что отдельные таможенники находились в тесной связи с организованными преступными группировками, которые контролировались ворами в законе.
В середине и в конце 1990-х годов связь между участниками ОПГ, бизнесменами и чиновниками и постепенно перестала носить конфронтационный характер и переросла в партнёрские отношения. В конце 1990-х начале — 2000-х годов эти процессы продолжались, и в это же время организованная преступность в Казахстане достигла высокого уровня. В деятельности ОПГ корыстно-насильственные преступления сочетались с преступностью в сфере экономики, продолжалось увеличение и легализация доходов преступных группировок (которые использовались не только для обогащения, но и для расширения сфер влияния и подкупа чиновников государственных органов), аккумулирование огромных финансовых средств в преступном бизнесе, что влекло за собой рост влияния преступных сообществ на представителей властных структур. Сосредоточение в руках ОПГ крупных финансовых средств неизбежно влекло за собой потребность в политическом обеспечении их экономических интересов, в связи с чем, не останавливаясь на подкупе должностных лиц, ОПГ продолжали продвигать своих представителей в государственные и выборные органы, общественные объединения и политические партии, что создавало угрозу криминального «заражения» этих институтов и их пополнения представителями преступной среды. Также продолжались попытки участников ОПГ проникновения в правоохранительные органы и крупные бизнес-структуры.

## Организованная преступность в 2000-е годы
В начале 2000-х годов в основном завершился этап накопления «стартового» капитала организованными преступными группировками. Процесс незаконного обогащения и легализации преступных доходов ОПГ обеспечивался коррумпированными чиновниками государственных органов, подкупаемыми группировками на «грязные» деньги, и сопровождался дальнейшим ростом коррупции. В эти же времена появилась опасная тенденция слияния представителей организованной преступности с экстремистскими и террористическими организациями, планирование нарушения территориальной целостности страны, изменения государственного устройства и конституционного строя Республики Казахстан на религиозной и националистической почве.
В середине 2000-х годов Казахстан, обладающий значительными природными ресурсами, а также имеющий протяжённые границы с другими азиатскими государствами и Россией, оставался привлекательным государством для преступных группировок не только России, но и других стран СНГ и дальнего зарубежья. В то время казахстанские ОПГ совмещали коммерческую деятельность с совершением общеуголовных преступлений. Основными видами преступной деятельности, приносящие группировкам наибольшую прибыли, были наркоторговля, контрабанда товаров, незаконный оборот оружия, уклонение от налогообложения, вымогательство, сутенёрство, угоны автомобилей, разбои, выбивание долгов, похищения людей с целью выкупа, контроль игорного бизнеса, рынков, базаров, торговых точек, ресторанов, кафе, баров, автосалонов, развлекательного бизнеса, рынка ГСМ (АЗС и нефтебазы).
По мнению некоторых экспертов, проституцию, торговлю людьми и наркотиками, кроме преступных группировок контролировали коррумпированные сотрудники правоохранительных органов, в том числе совместно с ОПГ; игорный бизнес (казино, игровые автоматы, бильярдные и т. д.), рынки, базары и торговые точки, развлекательный бизнес (дискотеки, ночные клубы и т. д.), рестораны, кафе и бары частично контролировали ОПГ, а в остальных случаях — коррумпированные чиновники; незаконный рынок торговли оружием в 87 % случаев принадлежал коррумпированным военным и выходцам с Северного Кавказа, а похищения людей и захват заложников в 93 % случаев были криминальным бизнесом выходцев с Северного Кавказа и экстремистов, придерживающихся идеи возрождения Восточного Туркестана. Также, по мнению этих экспертов, участникам ОПГ было невыгодно и опасно заниматься похищением людей и захватом заложников, совершением разбоев, угонами автомобилей, вымогательством и выбиванием долгов, поскольку имелись другие, по их мнению, сравнительно безопасные (как традиционные, так и новые) способы получения преступных доходов. По их мнению, в то время совершение этих невыгодных и опасных уголовных преступлений, было всего лишь закалка духа и «школой» для обучения молодёжи, пополняющей ряды ОПГ. Многие эксперты считали, что торговля человеческими органами была противозаконным бизнесом не связанных с ОПГ отдельных чиновников, имеющих отношение к хирургической и судебной медицине, которым за взятки оказывали содействие отдельные сотрудники правоохранительных органов.
Преступные группировки контролировали незаконную миграцию (хотя существует мнение, что ОПГ принимали участие в этих процессах и получали от этого доходы, но контролировать незаконную миграцию им было не под силу), занимались контрабандой антиквариата и культурных ценностей, радиоактивных веществ, редкоземельных и ядерных материалов, торговлей человеческими органами, контролировали банки и финансовые институты, часть малого и среднего бизнеса. Также некоторые эксперты считали, что организованная преступность контролировала также крупный бизнес областного и регионального масштаба, и крупный бизнес республиканского и международного уровней (это было наиболее характерно в отношении предприятий металлургической промышленности). Наибольший интерес для преступных группировок представляли нефтегазовый сектор (транспортировка и переработка нефтепродуктов на юге и западе Казахстана), таможенные посты и склады временного хранения, сельское хозяйство, предприятия по выпуску табачной продукции, предприятия рыбной промышленности, инфраструктура железнодорожного транспорта и железнодорожные перевозки, предприятия угольной промышленности, предприятия черной и цветной металлургии (в центральных и восточных районах страны), а также вторичный рынок цветных и черных металлов, предприятия лесной и деревообрабатывающей промышленности, предприятия по выпуску спирта, ликероводочной продукции и безалкогольных напитков. Таможенные посты и склады временного хранения привлекали ОПГ из-за возможности контрабандного провоза товаров, которые впоследствии реализовывался через контролируемые преступными группировками торговые точки (ОПГ занимались крупномасштабной контрабандой товаров народного потребления и часто, под их прикрытием — контрабандой большого количества оружия и наркотиков на южных границах страны), а также возможности обложения «данью» предпринимателей, экспортирующих и импортирующих товары из-за границы; в сельском хозяйстве их интересовал зерновой рынок (в частности, предприятия по хранению и переработка зерна в северных и центральных районах страны), возможность приобретения земельных наделов, контроль над элеваторами и мукомольными производствами; в нефтегазовом секторе — инфраструктура, связанная с освоением нефтегазовых месторождений, нефтебазы и АЗС; в рыбной промышленности — икорный бизнес (производство и продажа легальных и нелегальных партий рыбной икры в западных районах, прилегающих к Каспийскому морю), незаконный вылов и сбыт крупных партий рыбы как частиковых, так и ценных осетровых пород. Согласно статистике, в то время 12,5 % наиболее характерных и доходных на сегодняшний день для ОПГ преступлений относилось к категории преступлений в сфере экономики, 50 % — к преступлениям общеуголовного характера, а 37,5 % — к преступлениям «на стыке» общеуголовной, экономической и коррупционной преступности. Подавляющее большинство заказных убийств и других преступлений, связанных с организованной преступной деятельностью, борьбой между бизнесменами и криминальными структурами за передел собственности и сфер влияния, были связаны с экономикой и коррупцией, а также совершением преступлений в этих сферах.
К концу 2000-х годов в стране продолжали существовать определённое количество ОПГ, переформатировавшие и изменившие некоторые методы своей преступной деятельности. В конце 2000-х годов в большей степени, чем в конце двадцатого века, в стране были распространены коррумпированные связи между участниками ОПГ и должностными лицами.

## Ситуация в 2010-е годы
В начале 2010-х годов Казахстан находился в процессе экономической трансформации и в особом периоде социальной трансформации, что вместе с глобализацией и изменениями политической и экономической культуры общества приводило к возникновению и развитию преступных организаций.
В те годы в стране действовали курдские, чечено-ингушские и другие этнические преступные группировки. Так же как и остальные ОПГ, они больше предпочитали вести экономическую преступную деятельность, чем общеуголовную и насильственную.

## Борьба
Указом Президента Республики Казахстан от 5 ноября 1997 года № 3731 полномочия по борьбе с организованной преступностью были возложены на МВД.
В сентябре 1999 года в Алмате сотрудниками КНБ были конфискованы 86 килограммов героина. В октябре 2003 года сотрудники актюбинской таможни конфисковали 322 килограмма героина.
В 2002 году на подразделения по борьбе с организованной преступностью Казахстана были возложены функции по борьбе с незаконной миграцией. Ранее органами МВД выявлялась около половины всех экономических и примерно три четверти коррупционных и должностных преступлений в стране, однако Указом Президента от 23 декабря 2003 года № 1255 МВД было лишено функций и полномочий по выявлению и расследованию экономических и коррупционных преступлений, которые этим указом были переданы в преобразованное Агентство Республики Казахстан по борьбе с экономической и коррупционной преступностью (финансовую полицию).
23 декабря 2003 года Указом Президента Казахстана № 1255 был образован Комитет по борьбе с наркобизнесом и по контролю за оборотом наркотиков МВД РК, на который была возложена координация всей антинаркотической деятельности в стране. Существует мнение, что органы КНБ и таможни в то время изымали большую часть наркотиков, следующих транзитом из Афганистана.
В 2004 году Министерство внутренних дел Казахстана подвело итоги борьбы с организованной преступностью за этот год. Как сообщил на пресс-конференции в Астане заместитель начальника Центра по координации борьбы с особо опасными преступлениями МВД РК Улугбек Патсаев, в 2004 году правоохранительными органами республики было обезврежено 59 организованных преступных групп.
Сотрудниками Центра У участников ОПГ было изъято 176 единиц огнестрельного оружия, 143 взрывных устройства, 39 гранат и 7 тысяч единиц боеприпасов, 465 кг наркотиков, в том числе более 10 кг героина. По данным Патсаева, на 1 января 2005 года на учете правоохранительных органов Казахстана состояло 970 участников организованных преступных группировок, 341 из них было поставлено на учёт в 2004 году. В течение 2004 года к уголовной ответственности были привлечены 303 участника ОПГ, в том числе 65 лидеров, 38 криминальных авторитетов, 5 «положенцев» и 5 держателей воровских касс. Всего, по информации Патсаева, в 2004 году по фактам создания и руководства организованными преступными группами было возбуждено 82 уголовных дела. При этом в отношении 11 организованных преступных сообществ уголовные дела были возбуждены по признакам бандитизма. Патсаев отметил, что подразделениями по борьбе с организованной преступностью в 2004 году было выявлено 1070 фактов вымогательств со стороны ОПГ, возбуждено 330 уголовных дел по фактам организации и создания преступными группами притонов для занятий проституцией и сводничеством.
Всего в 2000-е годы специальными органами МВД Республики Казахстан были привлечены к уголовной ответственности более 2500 участников организованных преступных группировок, а также более 1000 лидеров и криминальных авторитетов — «держателей положения», «держателей общака» и других (причём за период с 2005 по 2007 год в стране происходил рост количества уголовных дел, заведённых в отношении участников ОПГ, а в последующие году происходил их спад), ликвидированы около 1200 ОПГ, возвращена государству сумма, превышающая 105 миллиардов тенге в наличных деньгах и собственности. Министерство внутренних дел получало поддержку от структур, специализирующихся на быстром дознания и расследования деятельности ОПГ. Ситуация, связанная с деятельностью организованных преступных групп в целом стабилизировалась, находилась под контролем и не оказывала существенного влияния на оперативную обстановку в стране. Лидеры ОПГ утратили былую активность, а деятельность ОПГ во главе с ними уже не оказывала такого влияния на жизнь в стране.
1 февраля 2009 года в Астане состоялось расширенное заседание Коллегии МВД, на котором обсуждались итоги деятельности за 2009 год. Было отмечено, что общее количество преступлений в стране сократилось на 4,9 %, в том числе меньше было совершено убийств, причинений тяжкого вреда здоровью, грабежей, разбоев, краж, преступлений среди несовершеннолетних и некоторых других видов преступлений. Было пресечено 6 фактов бандитизма, 31 фактов создания и руководства
организованными преступными группами. К уголовной ответственности были привлечены 55 лидеров и 258 участников ОПГ, у которых было изъято большое количество оружия, наркотиков. Было разоблачено 9 наркогруппировок, пресечено около девяти с половиной тысяч наркопреступлений, из них примерно четыре с половиной тысячи фактов сбыта наркотиков.
В 2010 году были возбуждены уголовные дела в отношении 362 активных участников ОПГ. Власти Казахстана закрыли въезд в страну 400 воров в законе, которые были зарегистрированы в правоохранительных органов приграничных стран СНГ.